# Carol Hajnal
Carol Hajnal (ungarisch Hajnal Károly; * 3. Juni 1956 in Salonta; † 18. August 2016 ebendort) war ein rumänischer Boxer. Sein größter Erfolg war der Gewinn der Bronzemedaille bei den Boxeuropameisterschaften 1979 im Halbweltergewicht.

## Biographie
Hajnal war ungarischer Abstammung. Im Alter von 12 Jahren begann er in seiner Heimatstadt Salonta im Nordwesten Rumäniens mit dem Boxen. 1973 gewann Hajnal bei den nationalen Juniorenmeisterschaften in Brăila seinen ersten Karrieretitel. Er startete zumeist im Halbweltergewicht (bis 63,5 kg), seltener auch im Weltergewicht (bis 67 kg). Seit 1974 war der Rumäne Mitglied der Nationalmannschaft, im Juni 1974 belegte Hajnal bei den Junioren-Europameisterschaften im sowjetischen Kiew den dritten Platz hinter Nikolay Sigov und René Müller. Daraufhin wurde Hajnal im Verein CSA Steaua Bukarest aufgenommen. Er bestritt in den folgenden Jahren Wettkämpfe in der DDR, Polen, der Mongolei, Bulgarien, der Türkei, England, den Vereinigten Staaten, Thailand, Nordkorea, China, Italien, der BR Deutschland, Ungarn, der Sowjetunion, Griechenland und Jugoslawien. 1975 wurde der Rumäne Junioren-Balkanmeister und belegte 1978 bei den Balkanmeisterschaften den dritten Platz hinter Wladimir Kolew und Sreten Mirković. Im Januar 1978 gewann Hajnal auf einer vierwöchigen USA-Reise seine Kämpfe gegen Bobby Joe Young und Ron Newton, musste gegen George Haynes allerdings nach drei Runden eine Punktniederlage einstecken. Den größten Erfolg seiner Karriere feierte er bei den Europameisterschaften der Amateure im Mai 1979 in Köln; nach Siegen über Michel Giroud (Schweiz) und Margarit Atanasov (Bulgarien) sowie einer Niederlage im Halbfinale gegen Patrizio Oliva (Italien) konnte der Rumäne die Bronzemedaille gewinnen. Zwischen 1975 und 1981 gewann Hajnal je dreimal Silber und Bronze bei den nationalen rumänischen Meisterschaften, 1982 erreichte er dabei zum letzten Mal das Viertelfinale. Im Jahr 2002 kehrte Hajnal in seine Heimatstadt zurück und schloss sich dem Clubul Sportiv Basti Box Salonta an. Er starb im August 2016 im Alter von 60 Jahren.

## Internationale Erfolge
- 1973 (Leichtgewicht, bis 60 kg): 3. Platz, Freundschaftsturnier in Galați (Rumänien)[11]
- 1974 (HW): 3. Platz, Junioren-Europameisterschaften in Kiew (Sowjetunion)[12]
- 1974 (HW): 1. Platz, Freundschaftsturnier in Ulaanbaatar (Mongolei)[13]
- 1975 (HW): 2. Platz, Freundschaftsturnier in Halle/Saale (DDR)[14]
- 1975 (HW): 1. Platz, U-20-Balkanmeisterschaften in Bursa (Türkei)[15]
- 1976 (HW): 2. Platz, Golden Belt Tournament in Bukarest (Rumänien)[16]
- 1978 (HW): 3. Platz, Armeemeisterschaften in Lwiw (Sowjetunion)[17]
- 1978 (HW): 3. Platz, Balkanmeisterschaften in Athen (Griechenland)[18]
- 1979 (HW): 3. Platz, Europameisterschaften in Köln (BR Deutschland)[19]
- 1980 (HW): 1. Platz, King’s Cup in Bangkok (Thailand)[20]